# Братешти (Прахова)
Братешти (рум. Brătești) насеље је у Румунији у округу Прахова у општини Ширна. Oпштина се налази на надморској висини од 137 m.

## Становништво
Према подацима из 2002. године у насељу је живело 604 становника, од којих су сви румунске националности.